# Little Fighter 2
Little Fighter 2 (кит. 小朋友齊打交2, сокращённо LF2) — бесплатная PC игра жанра файтинг для Windows. Игра является продолжением Little Fighter (LF1). Little Fighter 2 была создана Марти Вонгом и Старски Вонгом в 1999 году и имеет долгую серию обновлений.
Игра поддерживает до 4-х игроков на одном компьютере, а в общем пределе до 8-ми с помощью онлайн-игры или управляемых компьютером противников. Персонажи управляются с помощью клавиатуры или геймпада. Все клавиши можно установить через меню настроек.
Игра имеет коммерческое продолжения — Little Fighter Online. В 2009 году в рамках празднования десятилетия Little Fighter 2 была выпущена версия 2.0. В обновлении были исправлены мелкие ошибки и добавлена возможность записи игры (реплеи), новый этап «Выживание» («Survival»).
Так же было создано множество модификаций, одной из самых популярных которых является Little Fighter 2: Naruto.

## Игровой Процесс
Персонажи могут двигаться вверх, вниз, влево и вправо. Кнопки блока, атаки и прыжка используются для выполнения действий. Удары по другим персонажам отнимают его (её) ХП (очки здоровья), которые отображаются красной полосой над портретом персонажа. Каждый персонаж имеет особые удары, которые активируются комбинацией клавиш. Особые удары тратят МП (очки маны) персонажа, которые отображаются синей полосой над портретом персонажа. Также в игре есть предметы, которые могут помочь персонажу. Они падают сверху и могут быть использованы персонажем. Например, бутылка пива восстанавливает ману персонажа, а бутылка молока восстанавливает здоровье персонажа. В игре присутствует много оружия: бутылки, ящики, валуны, бейсбольные биты, ножи, бумеранги, бейсбольные мячи. По мере использования предметы ломаются и исчезают.

## Режимы игры

### Противостояние (VS Mode)
Сражение между игроками и (или) компьютером. Режим поддерживает до 4-х игроков на одном и до 8-ми с помощью онлайн игры. Перед игрой можно выбрать место битвы, музыку, сложность компьютера.

### Стадии (Stage Mode)
Этот режим похож на классические игры жанра Beat’em up. Игрок должен пройти 5 стадий, с боссом в конце каждой из них. Количество противников зависит от количества персонажей в игре и от уровня сложности. Игрок может выбрать стадию (1-5) и уровень сложности игры (легкий, средний, тяжелый, сумасшедший).

### Чемпионат (Championship Mode)
Создает турнирную сетку из 8 персонажей. Победитель проходит вверх по сетке и в финале определяется победитель. В игре есть одиночный турнир (матчи 1 на 1) и командный турнир (матчи 2 на 2). Перед игрой можно выбрать сложность игры (от этого зависит сложность компьютера и количество ХП, которое остаётся после каждого матча), музыку и место битвы.

### Битва (Battle Mode)
Сражение двух команд, с армиями в каждой из них. Перед игрой можно изменить количество юнитов в армиях одной и второй команды, место битвы, музыку.

### Демо (Demo Mode)
Демо режим создает случайных персонажей, управляемых компьютером и битва проходит без участия игрока.